# Huangtang (köpinghuvudort i Kina, Jiangsu Sheng, lat 31,78, long 119,69)
Huangtang (kinesiska: 皇塘, 皇塘镇) är en köpinghuvudort i Kina. Den ligger i provinsen Jiangsu, i den östra delen av landet, omkring 90 kilometer öster om provinshuvudstaden Nanjing. Antalet invånare är 55 496. Befolkningen består av 27 602 kvinnor och 27 894 män. Barn under 15 år utgör 10,0 %, vuxna 15-64 år 77 %, och äldre över 65 år 12,0 %.
Runt Huangtang är det tätbefolkat, med 982 invånare per kvadratkilometer. Närmaste större samhälle är Zouqu, 14,3 km öster om Huangtang. Trakten runt Huangtang består till största delen av jordbruksmark.
Genomsnittlig årsnederbörd är 1 525 millimeter. Den regnigaste månaden är juli, med i genomsnitt 289 mm nederbörd, och den torraste är januari, med 43 mm nederbörd.